# Night School Studio
Night School Studio — американський розробник відеоігор, що базується в Глендейлі, Каліфорнія. Після заснування у 2014 році студія почала працювати над дебютним проєктом — графічною пригодою Oxenfree, яка була випущена в січні 2016-го. Того ж року Night School розробила мобільну гру Mr. Robot:1.51exfiltrati0n за мотивами телесеріалу «Пан Робот», яка була видана Telltale Publishing. У жовтні 2019 року студія випустила чергову графічну пригоду Afterparty, а наступного року — мобільну гру Next Stop Nowhere, розроблену спільно з Well Told Entertainment. У вересні 2021 року Night School була придбана компанією Netflix, яка стала видавцем Oxenfree II: Lost Signals, що була випущена у 2023 році.

## Історія

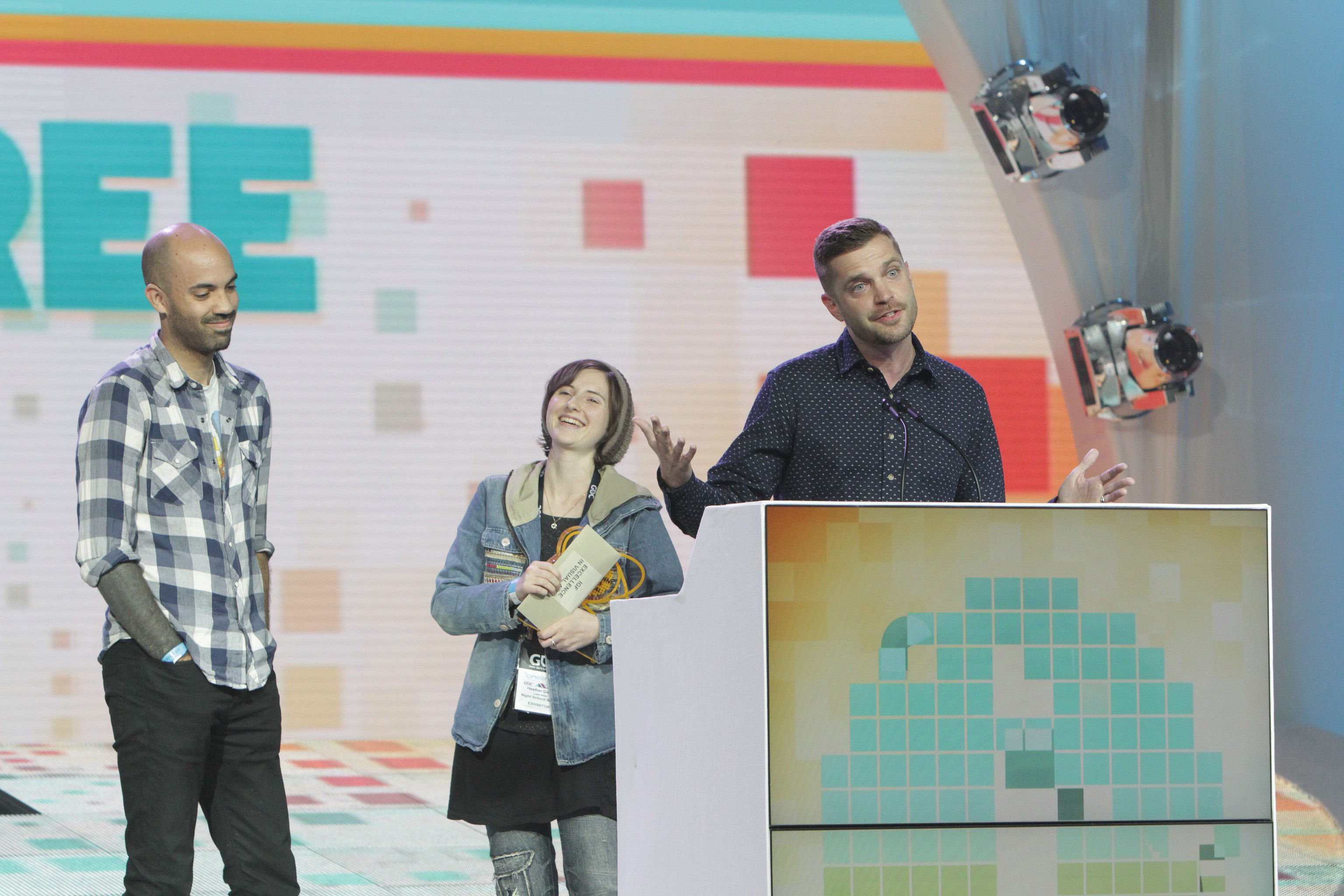
Члени Night School Studio Адам Гайнс, Гізер Ґросс і Шон Кранкель отримують нагороду за Oxenfree під час Independent Games Festival у 2016 році

Night School Studio була заснована у 2014 році двоюрідними братами Шоном Кранкелем та Адамом Гайнсом, колишніми співробітниками студій Telltale Games і Disney Interactive відповідно, які давно хотіли створити разом відеогру. Кранкель працював в Telltale над такими сюжетними іграми, як The Wolf Among Us і Tales from the Borderlands, тоді як Гайнс зустрів або працював із багатьма майбутніми членами Night School в Disney.
У березні 2015 року студія анонсувала свій дебютний проєкт — графічну пригоду Oxenfree, натхнену класичними підлітковими фільмами та серіалами про дорослішання. Гра, яка розроблялася з дуже обмеженим бюджетом і була випущена в січні 2016 року, отримала загалом схвальні відгуки критиків та номінації на численні нагороди. Того ж місяця компанія Skybound Entertainment оголосила про партнерство з Night School стосовно розробки додаткової продукції для Oxenfree. Згодом студія розробила мобільну гру Mr. Robot:1.51exfiltrati0n за мотивами телесеріалу «Пан Робот» від USA Network, яка була видана Telltale Publishing у серпні.
У грудні 2017 року Telltale запропонувала студії роботу над сюжетним проєктом від першої особи за мотивами телесеріалу «Дивні дива» від Netflix, пов'язаним із власною грою Telltale, що перебувала в розробці. Night School додатково найняла чотирьох співробітників для розробки цього проєкту, який отримав робочу назву Kids Next Door. Проте команда натрапила на труднощі в спілкуванні з Telltale Games через її внутрішні проблеми, що також вплинули на здатність Telltale заплатити за завершені етапи розробки. Telltale Games, зрештою, раптово оголосила про своє закриття восени 2018 року, унаслідок чого робота над Kids Next Door була припинена, а Night School опинилася в скрутному фінансовому становищі. Студії вдалося подолати ці труднощі завдяки одночасній розробці власного проєкту — чергової графічної пригоди Afterparty. Гра була випущена в жовтні 2019 року та отримала загалом схвальні відгуки.
У 2020 році Night School випустила мобільну гру Next Stop Nowhere, розроблену спільно з Well Told Entertainment як ексклюзив для сервісу за підпискою Apple Arcade. У вересні 2021 року студія була придбана Netflix в рамках розширення компанії на ринок відеоігор. Угода з Netflix передбачала збереження творчої незалежності студії та дала можливість розширення колективу до 25—30 співробітників. За кілька місяців до цього Night School оголосила про розробку Oxenfree II: Lost Signals, яка була випущена у 2023 році після кількох затримок; деякі критики оцінили її схвально, тоді як інші висловилися більш неоднозначно.

## Розроблені ігри
| Рік  | Назва                      | Платформа                                                                              | Видавець            |
| ---- | -------------------------- | -------------------------------------------------------------------------------------- | ------------------- |
| 2016 | Oxenfree                   | Android, iOS, Linux, Microsoft Windows, Nintendo Switch, OS X, PlayStation 4, Xbox One | Night School Studio |
| 2016 | Mr. Robot:1.51exfiltrati0n | Android, iOS                                                                           | Telltale Publishing |
| 2019 | Afterparty                 | macOS, Microsoft Windows, Nintendo Switch, PlayStation 4, Xbox One                     | Night School Studio |
| 2020 | Next Stop Nowhere          | iOS, macOS, tvOS                                                                       | Night School Studio |
| 2023 | Oxenfree II: Lost Signals  | Microsoft Windows, Nintendo Switch, PlayStation 4, PlayStation 5                       | Netflix             |